# Máxima de Roma
Máxima de Roma (/ˈmæksɪmə/) fue una esclava y amiga de San Ansano de Siena. Fue martirizada a ser golpeada hasta la muerte durante las persecuciones de Diocleciano, hacia 304. Reconocida como santa, se conmemora el 2 de septiembre.

## Martirologio
Romæ sanctæ Maximæ Mártyris, quæ, simul cum sancto Ansano Christum confessa, in persecutióne Diocletiáni, dum fustibus cæditur, réddidit spíritum.

En Roma santa Máxima Mártir, que, junto con san Ansano se confesó cristiana, en las persecuciones de Diocleciano, mientras la apaleaban, entregó su espíritu.
Martyrologium Romanum, 2 de septiembre